# Мэрриотт, Фред
Фред Мэрриотт (31 Декабря 1872, Нидем, Массачусетс — 28 Апреля 1956) был американским гонщиком.

## Биография
В 1906, году он установил рекорд скорости на наземном транспорте в 127,659 миль/ч (205,5 км/ч) на Daytona Beach Road Course, а также основал Stanley Land Speed Record Car. Четыре экипажа сопровождали машину до Дайтона, но Мэрриотт был выбран водителем, потому что он был единственным холостяком.
При попытке побить рекорд в Дайтоне в 1907 году была использована улучшенная версия автомобиля, но машина попала в колею на предполагаемой скорости 140—150 миль/ч. Автомобиль взлетел в воздух и разбился пополам при ударе: Марриотт был ранен и больше не предпринимал попытку побить рекорд скорости после своего выздоровления.
Мэрриотт установил рекорд скорости для паровых машин на земле, который стал столько значимым, что был побит только лишь более 100 лет спустя, в августе 2009 года, когда Чарльз Бернетт III из британской команды «Вдохновение» зафиксировал среднюю скорость 139,843 миль в час (225,06 км / ч) на авиабазе «Эдвардс» в Калифорнии.